# Kaasmarkt (Alkmaar)

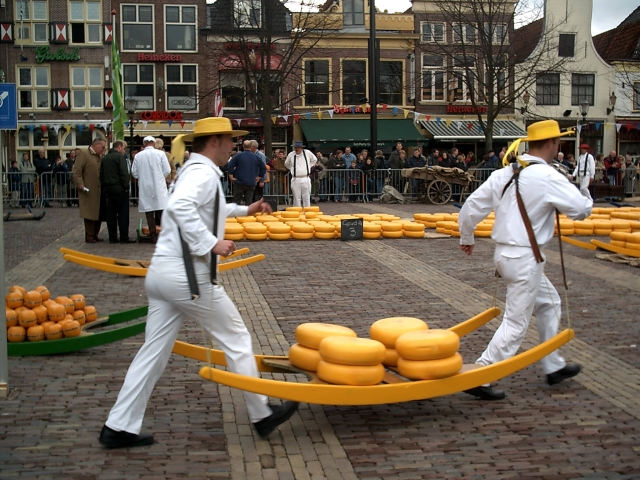
Kaasmarkt in Alkmaar in 2004

De kaasmarkt in Alkmaar is een vanwege het toerisme in stand gehouden traditionele Nederlandse kaasmarkt. De markt vindt plaats op het Waagplein, voor het monumentale Waaggebouw.
De kaasmarkt is meer dan vier eeuwen oud. In de 18e eeuw werd vier dagen per week markt gehouden, deze duurde bij voldoende aanbod tot 1 uur 's nachts. Gemiddeld werd per marktdag 300 ton kaas omgezet. Sinds 1939 is Alkmaar de enige stad die nog kaas verhandelt op traditionele wijze.
De kaasmarkt in Alkmaar vindt in 2025 in de periode van 28 maart tot en met 26 september op vrijdagochtend plaats, van 10:00-13:00 uur, en in de maanden juli en augustus ook op dinsdagavond, van 19:00-21:00 uur. Jaarlijks bezoeken 170.000 mensen de markt. De kaasmarkt vindt plaats op het Waagplein naast de Waag. Uitleg over deze kaasmarkt, het kaasdragersgilde en het wegen van de kaas is er in het Nederlands, Duits, Engels, Frans en Spaans.

## Werkwijze
Er zijn vier vemen ofwel ploegen van kaasdragers die zich bezighouden met het aan- en afvoeren van de platte, Zuid-Hollandse (Goudse) kaas. De vemen bestaan uit leden van het sinds 1593 bestaande Alkmaarse kaasdragersgilde en onderscheiden zich onderling door de verschillende kleur hoedenlint: geel, rood, blauw en groen. Alle kaasdragers dragen een wit pak met strooien hoed. De kaasdragers hebben verschillende benamingen:
- Een vastman is een ervaren kaasdrager.
- De tasman is de oudste kaasdrager, en draagt een zwart leren tas op zijn buik. Hij zet bij het wegen van de kaas de gewichten op de weegschaal.
- De overman is de voorman van het veem, en is herkenbaar aan een zilveren schildje met lintje in de kleur van zijn veem. De overman wordt voor een periode van twee jaar benoemd.
- De kaasvader is opzichter over alle vier de vemen. Hij draagt een zwarte stok met zilveren knop.
- De provoost wordt door de kaasdragers de 'beul' genoemd, omdat hij voor het gildebestuur de laatkomende kaasdragers noteert en de boete daarvoor int. Hij draagt een zilveren kaasberrie.
- De knecht wordt, net als de provoost, door het gildebestuur benoemd en heeft de functie van klusjesman.

De kazen worden geproefd, gekeurd, gekocht en gewogen in en om de Waag. Meestal worden rond de acht kazen per berrie (draagbaar) aangevoerd, dit weegt samen rond 160 kilo, door twee kaasdragers. De prijs van de kaas wordt bepaald bij handslag. In het verleden werd er hoofdzakelijk Noord-Hollandse (Edammer) kaas verhandeld.
Om 10:00 uur luidt de aanvangsbel en begint de kaasmarkt. De zetters beladen de kaasberries, die door de kaasdragers naar de weegschaal worden gedragen. Aldaar wordt de kaas gewogen. Op het plein bepalen keurmeesters de kwaliteit van de kaas en onderhandelen handelaren over de prijs. Dit gaat traditioneel gepaard met handjeklap. Om 13.00 uur luidt de Waagtorenklok ten teken van het einde van de kaasmarkt.

## Trivia
Van 1911 tot 1919 bestond er een vijfde veem, met de kleur oranje.
Naast Alkmaarse kaasmeisjes zijn er sinds 2019 ook kaasjongens op de markt. Deze jongeren gaan gehuld in klederdracht op verzoek met bezoekers op de foto.